# Associació per a la recuperació de la memòria històrica de Catalunya
Associació per a la recuperació de la memòria històrica de Catalunya (ARMHC) és una associació creada el 18 de desembre del 2002, compromesa amb la recuperació de la memòria històrica de Catalunya, amb relació als fets de la Guerra Civil de 1936-39 i la posterior repressió franquista, per tal de recuperar la veritat sobre el franquisme i les seves conseqüències sobre la societat. El seu president és Manuel Perona Medina. Els seus objectius són:
- El treball per a la recuperació de la justícia, la veritat i la dignitat que cal restituir a les persones represaliades a conseqüència de la repressió franquista a Catalunya.
- Els treballs de recerca que es desprenen de l'existència de fosses amb restes humanes, corresponents a víctimes civils i militars dels fets de guerra i de represàlies polítiques en el període 1936-1939 i en el període 1940 i endavant, que no han estat identificades.
- Dinamitzar un procés que involucri el conjunt de la societat catalana per a extreure d'aquesta realitat la veritable història del període entre 1936 i 1977.
- Posar en coneixement de la societat i de les institucions públiques les dades que es coneguin, amb l'objectiu de recomptar, identificar, descriure les circumstàncies de les represàlies patides per les víctimes del franquisme, el seu vincle familiar amb supervivents i descendents, el nombre actualitzat de víctimes produïdes en aquest període i sol·licitar l'acció de la justícia per a perseguir els responsables de Crims contra la Humanitat.

El 2004 va promoure que el Parlament de Catalunya aprovés una proposició no de llei per declarar la nul·litat dels processos del franquisme i il·legítims als tribunals que els varen instruir. També ha signat convenis amb Universitats i altres associacions de finalitat similar per a recuperar la memòria històrica. El 2006 fou guardonada amb la Creu de Sant Jordi per la seva tasca.